# クレイグ・スミス
クレイグ・スミス（Craig Smith, 1983年11月10日 - ）は、アメリカ合衆国カリフォルニア州イングルウッド出身のバスケットボール選手。身長200.1cm、体重123.4kg。ポジションはパワーフォワード。

## 経歴
大学はボストンカレッジに進み、1年目から平均19.9得点を叩き出すなど主力として4年間活躍、通算得点はトロイ・ベルに次ぐ歴代2位の数字を残した。大学卒業後、2006年のNBAドラフトの全体36位でミネソタ・ティンバーウルブズから指名されNBA入りする。1年目の2006-07シーズンはベンチスタートながら1試合あたり18.7分出場、7.4得点、5.1リバウンドを記録した。
2008-09シーズン後、トレードでロサンゼルス・クリッパーズへ移籍した。2010年7月、クリッパーズと再契約を結んだ。
2011年12月、ポートランド・トレイルブレイザーズと契約を結んだ。

## 国際試合
2005年、ランディ・フォイらと共にユニバーシアード代表に選出され出場、平均13.9得点を挙げ金メダルを獲得した。